# Melitaea athalia
Melitaea athalia es una especie de lepidóptero ropalócero de la familia Nymphalidae.

## Distribución
Se distribuye por la mitad septentrional de la península ibérica y Sierra Nevada, sur de Francia, sur de Suiza, Italia y Sicilia, entre el nivel del mar y los 2600 m s. n. m.

## Hábitat
Diverso: zonas de hierba con flores, secas o húmedas, frecuentemente entre arbustos y claros de bosque. La oruga se alimenta de numerosas especies de plantas tales como Linaria vulgaris, Melampyrum, Plantago, Veronica y Digitalis.

## Periodo de vuelo e hibernación
En altitudes elevadas, una generación entre junio y julio; por debajo del nivel subalpíno, dos generaciones, la primera entre mayo y junio y la segunda entre finales de julio y agosto. 
Hiberna como oruga en nidos sedosos.

## Subespecie
- M. a. athalia
- M. a. norvegica Aurivillius 1888
- M. a. celadussa Frühstorfer 1910
- M. a. dictynnoides (Hormuzaki 1898)
- M. a. lucifuga (Fruhstorfer 1917)

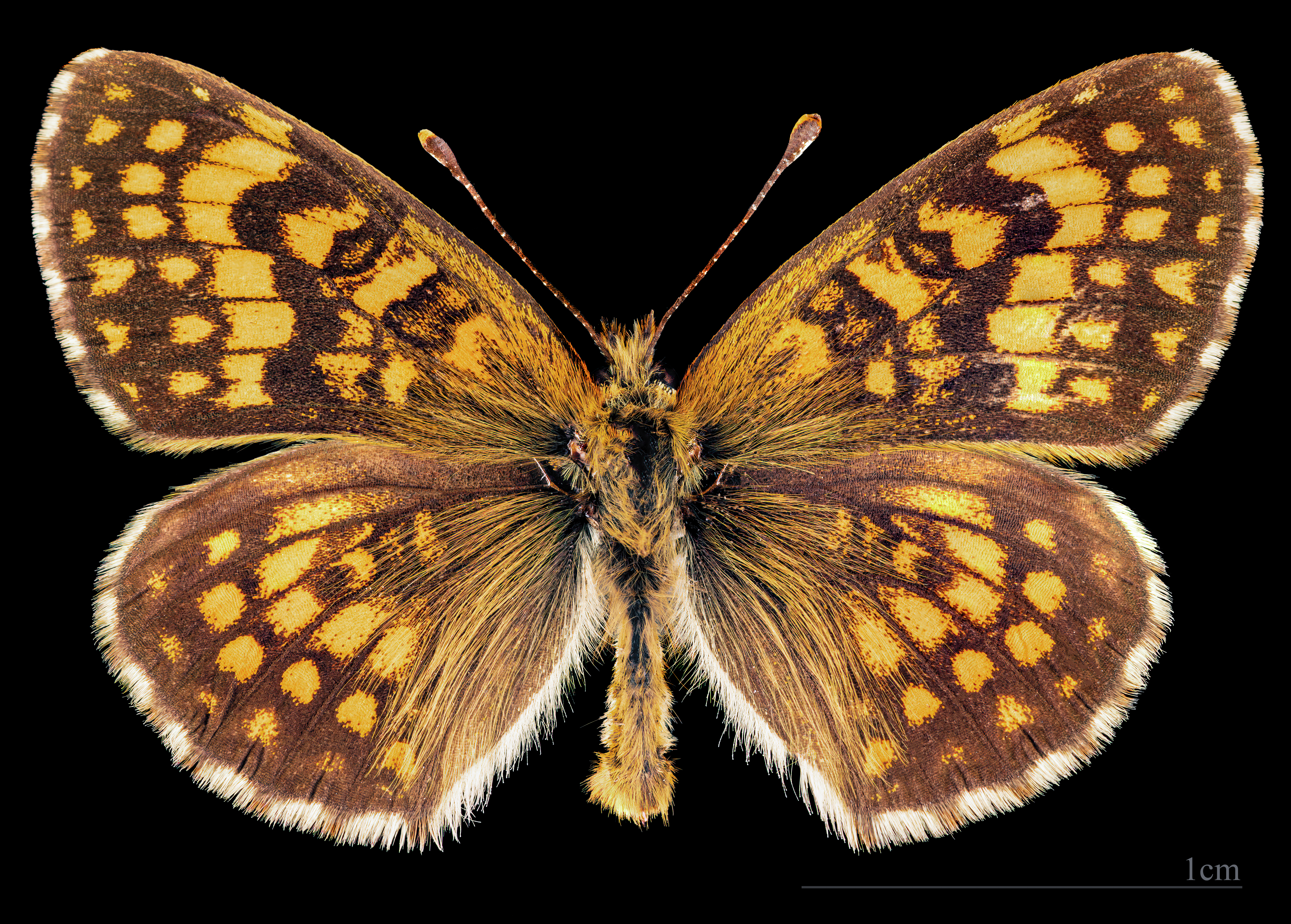
♂
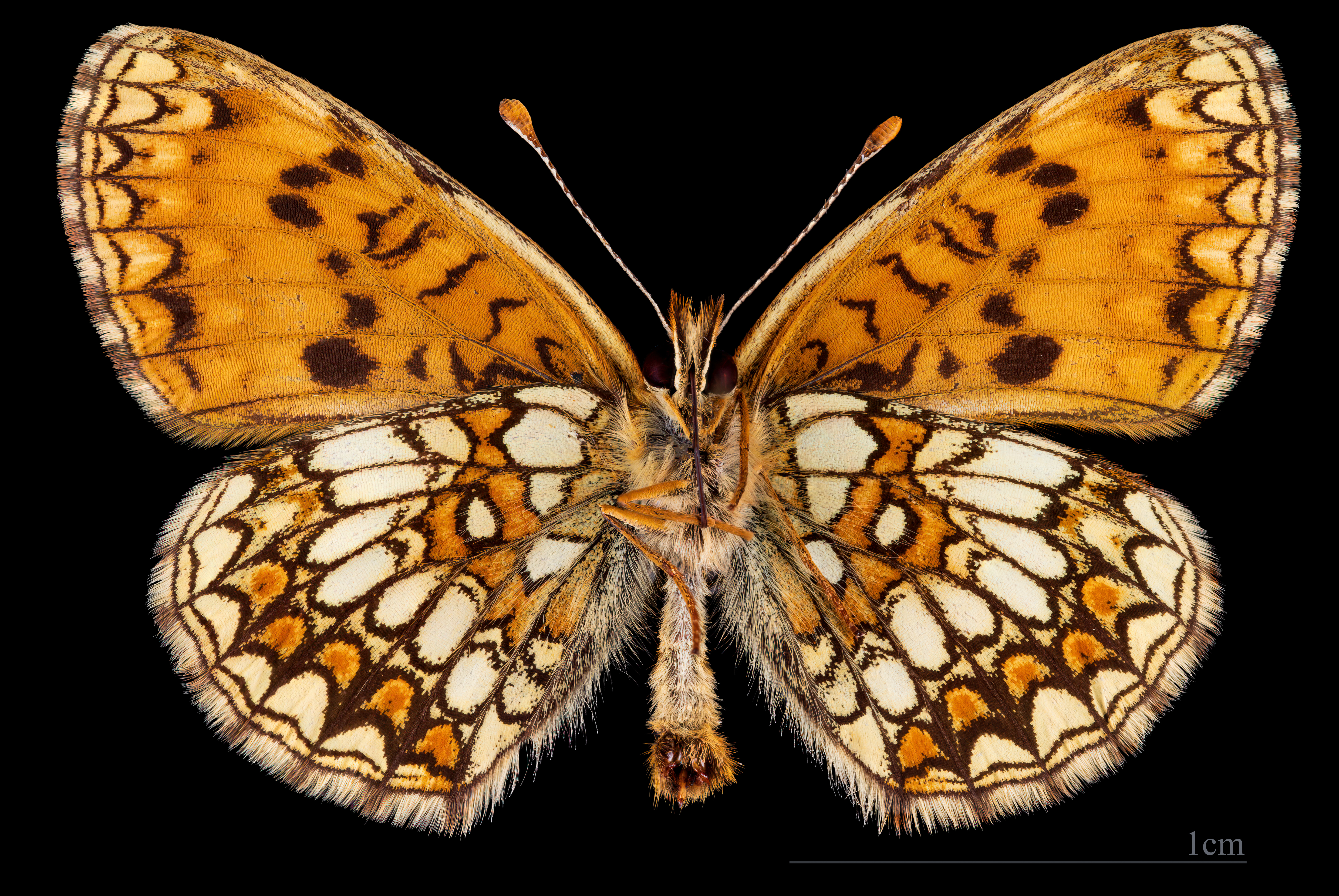
♂ △
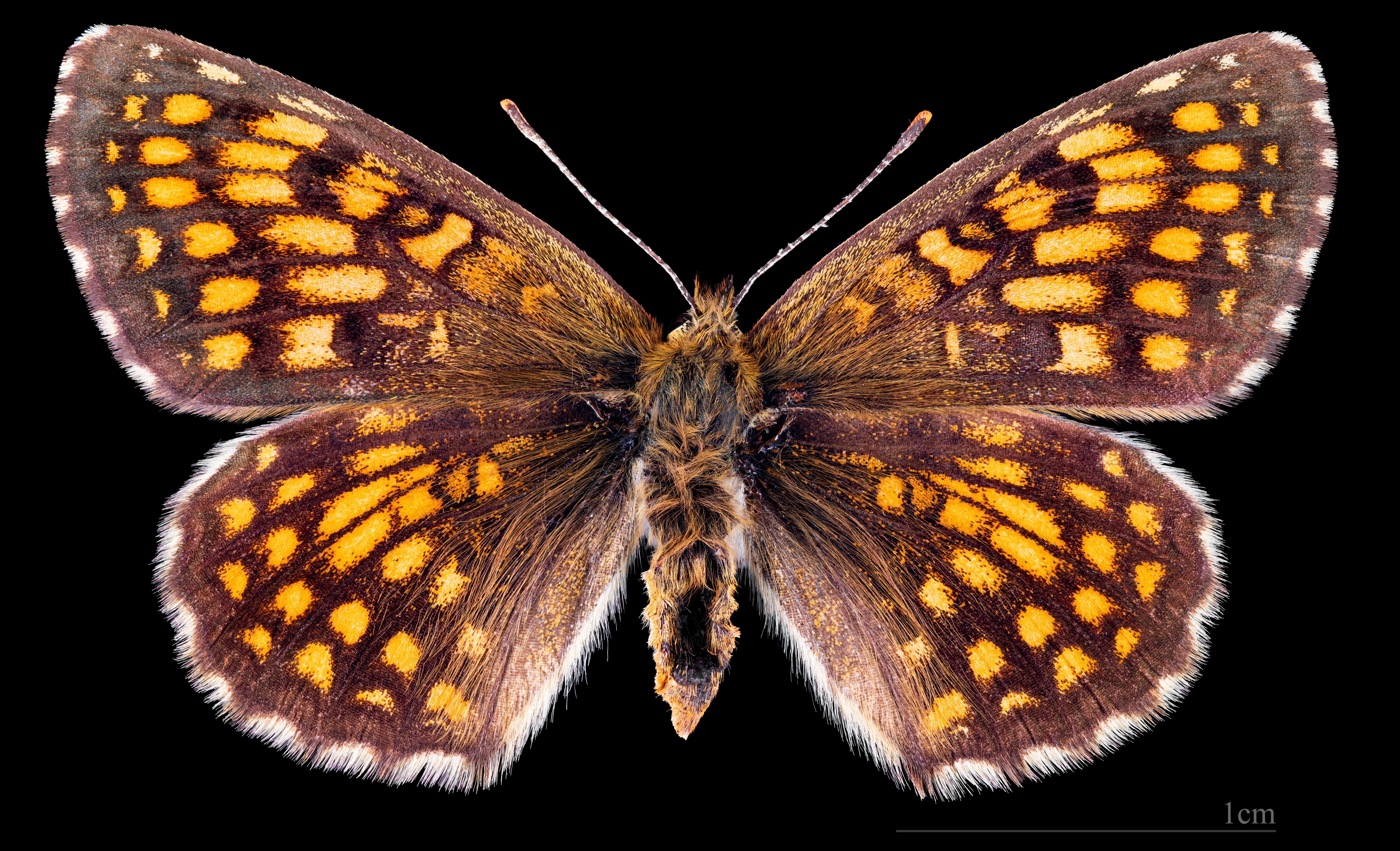
♀
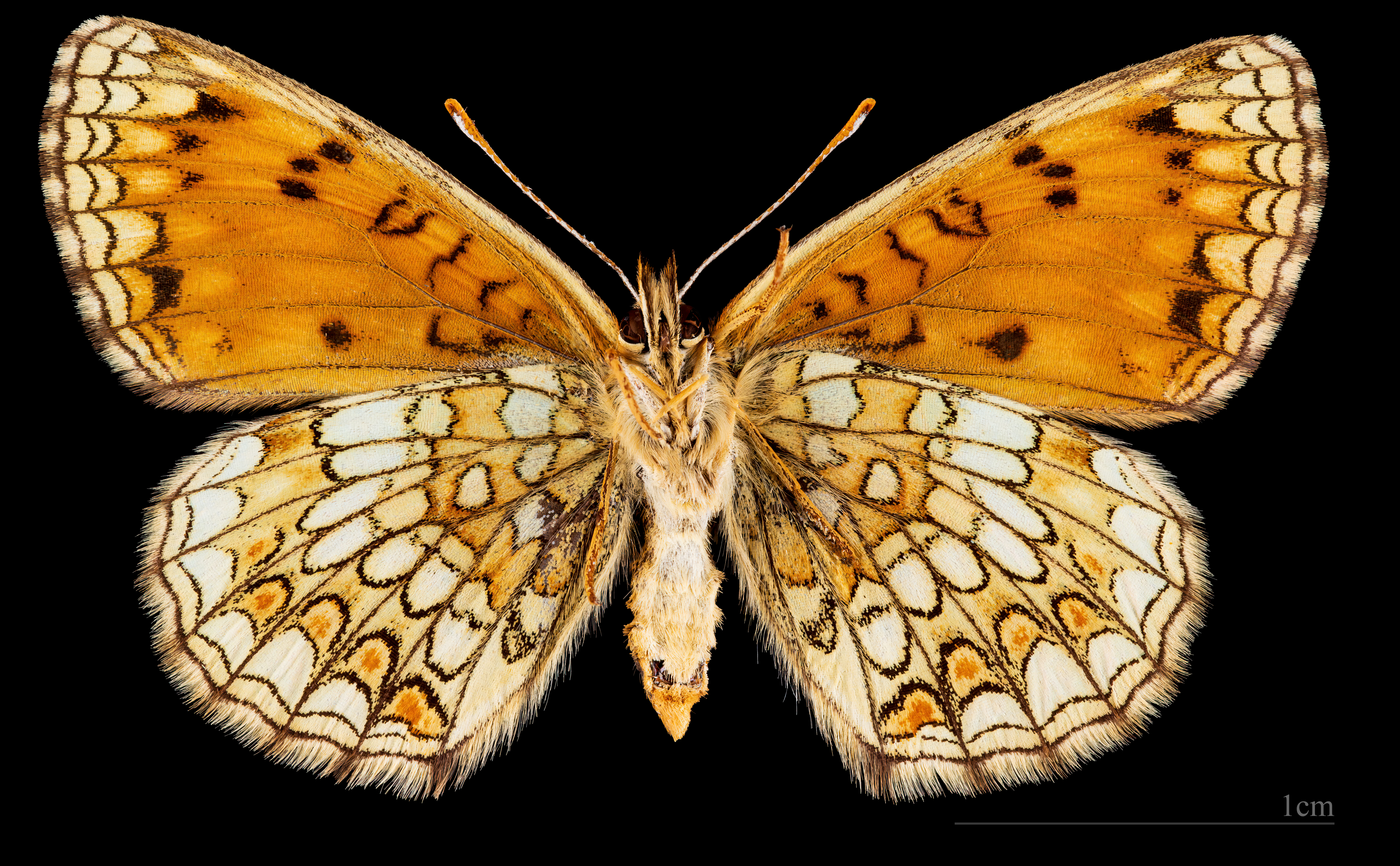
♀ △

- M. a. reticulata Higgins 1955
- M. a. baikalensis (Bremer 1961)
- M. a. hyperborea Dubatolov 1997

Melitaea athalia celadussa